# Зараза (филм)
Зараза (енгл. Contagion) је амерички хорор/трилер из 2011, режисера Стивена Содерберга. Филм прати покушај међународног тима научника да сузбије епидемију смртоносног вируса. Премијерно је приказан 31. августа на 68. Филмском фестивалу у Венецији.

## Улоге
| Глумац           | Улога              |
| ---------------- | ------------------ |
| Мет Дејмон       | Томас Емхоф        |
| Кејт Винслет     | др Ерин            |
| Марион Котијар   | др Леонора Орантес |
| Гвинет Палтроу   | Бет Емхоф          |
| Лоренс Фишберн   | др Елис Чивер      |
| Џуд Ло           | Алан               |
| Енрико Колантони | Денис Френч        |